# Скрипник, Ирина Алексеевна
Ирина Алексеевна Скрипник (бел. Ірына Аляксееўна Скріпнік; род. 26 января 1970, Новомосковск, Тульская область) — российская и белорусская лыжница и тренер. Участница зимних Олимпийских игр 1998 и 2002 годов.

## Биография
Ирина Скрипник родилась 26 января 1970 года в городе Новомосковск Тульской области.
Окончила новомосковскую школу № 9. В 1994 году окончила академию физического воспитания и спорта Республики Беларусь по специальности «физическая культура».
Первоначально занималась спортивной гимнастикой, однако затем перешла в лыжные гонки, где тренировалась под началом новомосковского специалиста Евгения Печёнкина. Была чемпионкой Тульской области.
Впоследствии выигрывала медали чемпионата России.
Из-за высокой конкуренции в российских женских лыжных гонках приняла предложение Беларуси о смене спортивного гражданства.
В 1998 году вошла в состав сборной Беларуси на зимних Олимпийских играх в Нагано. На дистанции 5 км свободным ходом заняла 55-е место с результатом 19 минут 44,2 секунды, уступив 2 минуты 6,3 секунды завоевавшей золото Ларисе Лазутиной из России. На дистанции 15 км классическим ходом заняла 43-е место с результатом 52.26,2, проиграв 5 минут 30,8 секунды победительнице Ольге Даниловой из России. На дистанции 30 км свободным ходом показала 47-е время — 1 час 34 минуты 38,4 секунды, уступив 12 минут 36,9 секунды выигравшей золото Юлии Чепаловой из России. В гонке преследования на 10 км заняла 55-е место с результатом 34.15,8, уступив 5 минут 45,9 секунды победительнице Ларисе Лазутиной из России.
В 2002 году вошла в состав сборной Беларуси на зимних Олимпийских играх в Солт-Лейк-Сити. На дистанции 30 км классическим ходом заняла 30-е место с результатом 1:42.49,1, уступив 11 минут 52 секунды завоевавшей золото Габриэлле Паруцци из Италии.
Мастер спорта Беларуси международного класса.
Работает тренером Витебского областного центра олимпийского резерва по зимним видам спорта. Среди её воспитанниц — участница зимних Олимпийских игр 2006, 2010 и 2014 годов.

## Семья
Муж — Юрий Абросимов, белорусский тренер по лыжным гонкам.